# Vénus de Macomer
La Vénus de Macomer est une statuette en basalte de 14 cm de haut trouvée en 1949 dans une grotte située dans la zone Marras dans une gorge de la rivière S'Adde, près de la commune de Macomer dans la province de Nuoro en Sardaigne. 

## Description
L'artefact dont le nom est issu du nom de la commune de Macomer, représente une déesse-mère nue. La statuette en basalte mesure 14 cm de haut et sa partie la plus large aux flancs mesure 3,5 cm. Elle possède un chef en forme de tête de lapin, un sein unique pointu, les parties génitales apparentes ainsi que des jambes athlétiques.
Elle daterait du Néolithique récent et est conservée au Musée archéologique national de Cagliari. C'est la seule preuve d'art paléolithique en Sardaigne, il y a environ 12 000 ans.

## Sources
- Voir liens externes